# دانشگاه ردیمر
دانشگاه ردیمر یکی از دانشگاه‌های کاناداست که در سال 1982 بنیان‌گذاری شد و در آنتاریو قرار دارد.